# Гундеболд
Гундеболд (Гондебальд) (бл. 725 — бл. 760) — напівлегендарний король фризів. Відомий також як Альдгісл III.

## Життєпис
Найбільш ранні відомості про Гундеболда містяться у праці історика XVI століття Еггеріка Бенінга «Фризька хроніка». За його свідченням, Гундеболд був старшим сином короля фризів Альдгісла II. Його правління в хроніці датовано 737—749 роками. Еггерік Бенінг повідомляє, що цей король перешкоджав проповіді християнства серед своїх підданих. У середньовічних фризьких переказах, які посилалися на написану в XII столітті хроніку Псевдо-Турпіна, згадувалося, що Гундеболд з 7 тисячами вояків брав участь в поході Карла I до Піренейського півострова, і що саме цей володар фризів був відомий франкам під ім'ям Роланд. Наступником Гондебальда на престолі був його молодший брат Радбод II.
Пізніші фризькі історики, спираючись на дані франкських анналів, стали відносити правління цього короля до 748—760 років. Гундеболд був ототожнений з невідомим королем Фризії, який за даними франкських анналів в 748 році разом зі слов'янами-ободритами надав військову допомогу франкського мажордому Піпін Короткому під час походу того проти саксів. До правління Гундеболда було віднесено загибель християнського місіонера Боніфація, убитого фризами 754 року поблизу Доккюма, в той час як Еггерік Бенінг датував її правлінням короля Радбода II.
Під владою цього володаря перебували землі на схід від річки Лауерс (сучасні Гронінген, Східна Фризія, Східно-Фризькі острови). Це відповідає ситуації на 734 рік, оскільки інші справи змушували франків не зважати на фризів, оскільки економічна могуть тих була підірвана. Фризи не контролювали міста, що брали участь в посередницькій торгівлі.
Втім сучасні дослідники ставлять існування та правління цього короля під сумнів, оскільки в ранньосередньовічних хроніках відсутні записи про нього.